# Ignacio González Guzmán
Ignacio González Guzmán (Puruarán, Michoacán, 6 de septiembre de 1898 - Ciudad de México, 3 de mayo de 1972) fue un médico, biólogo, investigador y académico mexicano especializado en el tratamiento de púrpuras, en hematología de la lepra y en la oncocercosis.

## Estudios y docencia
En 1917, ingresó a la Facultad de Medicina de la Universidad Nacional Autónoma de México (UNAM), en donde obtuvo su licenciatura en 1923. Su tesis fue Los leucocitos eosinófilos y un método de diagnóstico basado en su formación experimental. Inició sus labores docentes como ayudante a profesor titular en la clase de Biología en su propia Alma máter, en la Escuela Normal Superior, en la Escuela Nacional de Altos Estudios, en la Universidad Obrera de México y en la Escuela de Graduados de la Universidad Nacional. De 1944 a 1946, fue director de la Facultad de Medicina, así como director del Instituto de Estudios Médicos y Biológicos de la UNAM de 1940 a 1965.

## Investigador y académico
Fue presidente de la Academia Nacional de Medicina de 1937 a 1938, de la Sociedad de Medicina Interna en 1937, de la Sociedad de Historia Natural de 1940 a 1941, de la Sociedad de Cancerología en 1943, de la Sociedad de Médicos Laboratoristas en 1947, y de la Sociedad de Hematología desde 1972.
Ingresó a El Colegio Nacional (México) el 22 de noviembre de 1943. Fue ganador del Premio Nacional de Ciencias de 1935 en reconocimiento a su libro Estudios nucleolares. Una vez instaurado el premio por la Presidencia de la República en 1945, González Guzmán ganó el reconocimiento nuevamente en 1964. Fue nombrado Doctor honoris causa por la Universidad de Chile, por la Universidad de París, por la Universidad Michoacana de San Nicolás de Hidalgo y por la Universidad de Sonora.

## Publicaciones
Dirigió la Revista de la Sociedad Médica del Hospital General de 1941 a 1943, la Revista Mexicana de Biología de 1924 a 1970, los Archivos Latinoamericanos de Cardiología y Hematología en colaboración con el doctor Ignacio Chávez de 1930 a 1969, y el Boletín del Laboratorio de Estudios Médicos y Biológicos de 1940 a 1965.
Entre sus publicaciones personales se encuentran:
- Las enfermedades hemorrágicas de 1950.
- La protombina en la doctrina y en la práctica: teoría y práctica de los anticoagulantes de 1952.
- Recientes adquisiciones sobre trombocitos y coagulación de 1959.
- Tratamiento de las insuficiencias de la médula ósea de 1960.
- Hemopoiesis de 1961.
- Introducción biológica al estudio del pensamiento mágico de 1963.
- El origen del hombre de 1964.
- Las primeras moradas del hombre: el arte rupestre del hombre prehistórico de 1965.
- Los ritos de los hombres primitivos de 1967.
- Estudio de los fenómenos reflejos de 1969.[2]

Murió en la Ciudad de México el 3 de mayo de 1972, sus restos fueron trasladados a la Rotonda de las Personas Ilustres en enero de 1974.